# Саларево
Саларево — деревня в Вельском районе Архангельской области. Входит в состав Муниципального образования «Благовещенское».

## География
Деревня расположена в 81 километрах на север от города Вельска, на правом берегу реки Устья притока Ваги. Ближайшие населённые пункты: на востоке посёлок Боровое.
Часовой пояс
Саларево, как и вся Архангельская область, находится в часовой зоне МСК (московское время). Смещение применяемого времени относительно UTC составляет +3:00.

## История
Указана в «Списке населённых мест по сведениям 1859 года» в составе Вельского уезда Вологодской губернии под номером «2409» как «Соларевская». Насчитывала 12 дворов, 34 жителя мужского пола и 31 женского.
В материалах оценочно-статистического исследования земель Вельского уезда упомянуто, что в 1900 году в административном отношении деревня входила в состав Чадромского сельского общества Леонтьевской волости. На момент переписи в селении Соларевское находилось 17 хозяйств, в которых проживало 42 жителя мужского пола и 50 женского.

## Население
| 2002 | 2010 | 2012 | 2014 |
| ---- | ---- | ---- | ---- |
| 3    | →3   | ↗5   | ↘1   |

## Известные уроженцы, жители
Фёдор Иванович Журавлёв (1916, Саларево — 1968) — советский городошник.